# Ger Lataster
Gerard (Ger) Lataster (Schaesberg, 16 februari 1920 - Amsterdam, 19 maart 2012) was een Nederlands kunstschilder, die gerekend wordt tot het abstract expressionisme.
Lataster, zoon van een mijnwerker, volgde de Kunstnijverheidsschool in Maastricht. Vervolgens ging hij naar Amsterdam waar hij van februari 1941 tot augustus 1946 aan de Rijksakademie van beeldende kunsten studeerde. In 1948 en 1949 werd hem de Koninklijke Subsidie voor de Schilderkunst toegekend. Hij wordt gerekend tot de zogenaamde "Amsterdamse Limburgers", waartoe ook Pieter Defesche, Jef Diederen en Lei Molin behoren.

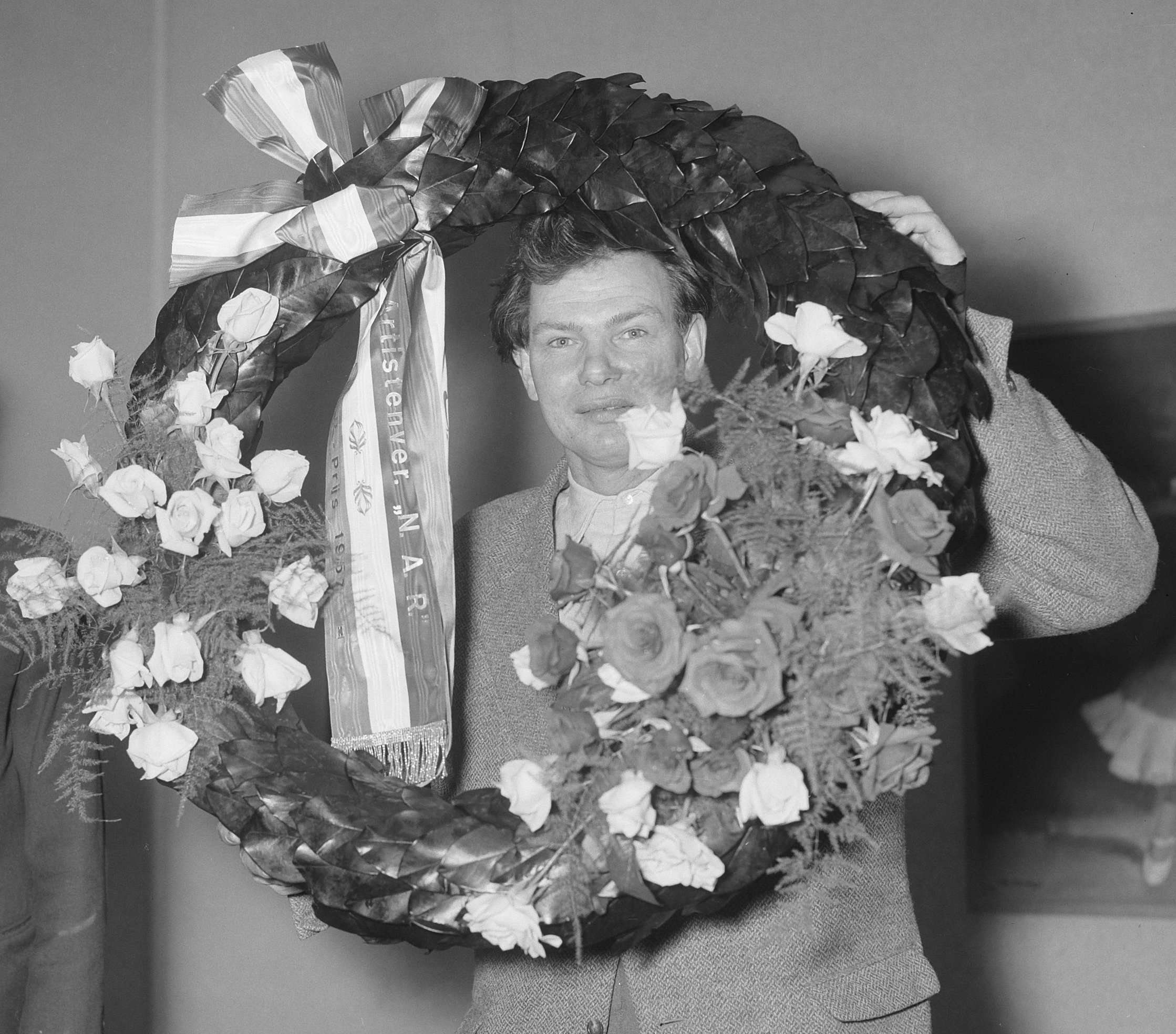
Lataster in 1957 als winnaar van de NAR-prijs in Museum Fodor, destijds een dependance van het Stedelijk Museum

In 1963 stond Lataster met Mari Andriessen, Nic Jonk, Theo Mulder en Wessel Couzijn aan de wieg van de alternatieve kunstopleiding Academie '63 (later Ateliers '63 genoemd) te Haarlem, nu gevestigd als De Ateliers in Amsterdam. De motivatie achter dit initiatief was de wens om tegemoet te komen aan de behoefte van jonge kunstenaars om een periode te werken onder de kritische begeleiding van meer ervaren kunstenaars. In 1983 werd hij docent schilderkunst aan de Rijksakademie.
Zijn werk is vertegenwoordigd in een groot aantal museale collecties in binnen- en buitenland, waaronder het Stedelijk Museum in Amsterdam en het Bonnefantenmuseum in Maastricht. Zijn werk werd met grote regelmaat getoond op tentoonstellingen in binnen- en buitenland en hij kan worden beschouwd als een van Nederlands succesvolste kunstenaars van zijn generatie.
Bekende werken van Lataster zijn het schilderij Spelende kinderen (1954, opdracht gemeente Heerlen), het vierluik Het haar van de vrouwen; De brillen van de dichters; De schoenen van de arbeiders; De as van allemaal (1976, Bonnefantenmuseum, Maastricht) en de monumentale plafondschildering Icarus Atlanticus (1987-88, Mauritshuis, Den Haag).
Hij was gehuwd met de fotografe Hermine van Hall (1926-2009), een dochter van beeldhouwer Frits van Hall. Het echtpaar werd door hun zoon Peter Lataster en schoondochter Petra Lataster-Czisch geportretteerd in de documentaire Niet zonder jou (2010).
Lataster werd op 11 juni 2010, tijdens de opening van de tentoonstelling Who’s afraid of Ger Lataster in de Grote of Barbarakerk van Culemborg benoemd tot Ridder in de Orde van de Nederlandse Leeuw. In hetzelfde jaar ontving hij het Ereteken van Verdienste van de stad Amsterdam.
Hij overleed op 92-jarige leeftijd, enkele dagen nadat hij in een ziekenhuis was opgenomen.
Bij gelegenheid van zijn 100e geboortejaar in 2020 vond een duotentoonstelling plaats in het Bonnefantenmuseum en het Gouvernement aan de Maas, beide te Maastricht.